# IC 2968
IC 2968 est une galaxie lenticulaire (lenticulaire ?) située dans la constellation du Lion. Sa vitesse par rapport au fond diffus cosmologique est de 6 931 ± 23 km/s, ce qui correspond à une distance de Hubble de 102,2 ± 7,2 Mpc (∼333 millions d'al). Elle a été découverte par l'astronome allemand Hermann Kobold en 1894.

## Groupe de NGC 3842

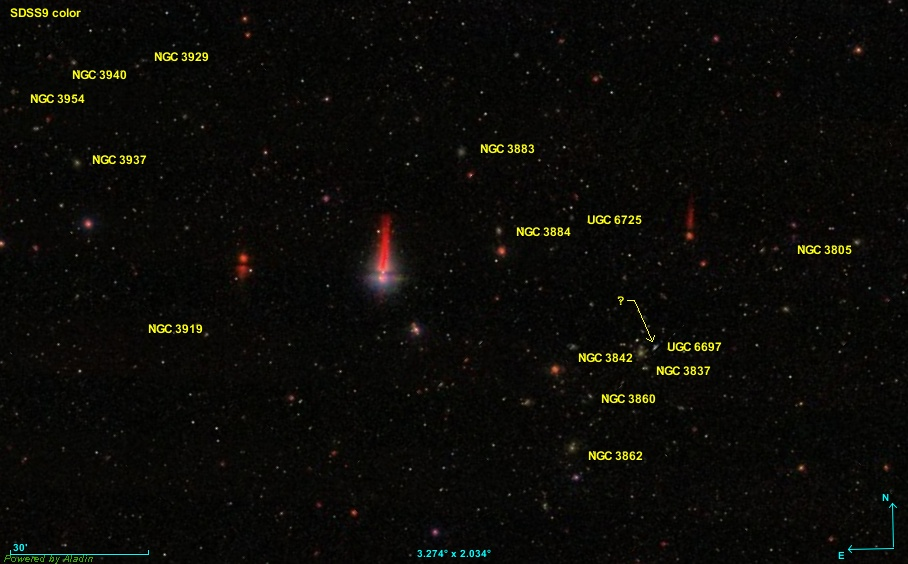
Les galaxies du groupe de NGC 3842

Même si IC 2968 n'apparait pas dans la liste d'un article  publié par Abraham Mahtessian en 1998, elle fait sûrement partie du groupe de NGC 3842 qui y est décrit.
En effet, IC 2968 est la galaxie à l'ouest de NGC 3937 et la distance de Hubble de cette dernière est égale à 103,0 Mpc, la même au dixième près que celle d'IC 2968. De même, la galaxie à l'ouest de NGC 3937 est IC 2955 et sa distance est égale à 100,9 presque la même que celle de NGC 3862 qui est de 100,3 Mpc. Ces galaxies forment probablement deux couples de galaxies. Mais étrangement, IC 2955 et IC 2968 n'apparaissent pas dans la liste de Mahtessian. Un oubli ?
Le groupe de NGC 3842 compte au moins 16 galaxies. Les autres galaxies du groupe sont NGC 3805, NGC 3837, NGC 3842, NGC 3860, NGC 3862, NGC 3883, NGC 3884, NGC 3919, NGC 3929, NGC 3937, NGC 3940, NGC 3947, NGC 3954, UGC 6697 et UGC 6725 respectivement noté 1141+2015 et 1142+2044 pour les galaxies CGCG 1141.2+2015 et CGCG 1142.5+2044. La 16e galaxie de la liste de l'article est noté 1134+2015 et elle ne figure pas dans les bases de données NASA/IPAC et Simbad. Il se pourrait que 1134+2015 soit la galaxie SDSS J114348.22+195830.7 qui est au nord et très rapproché de UGC 6697. La vitesse radiale de cette galaxie naine est en effet de 6790 km/s et elle appartient définitivement au groupe de NGC 3862.

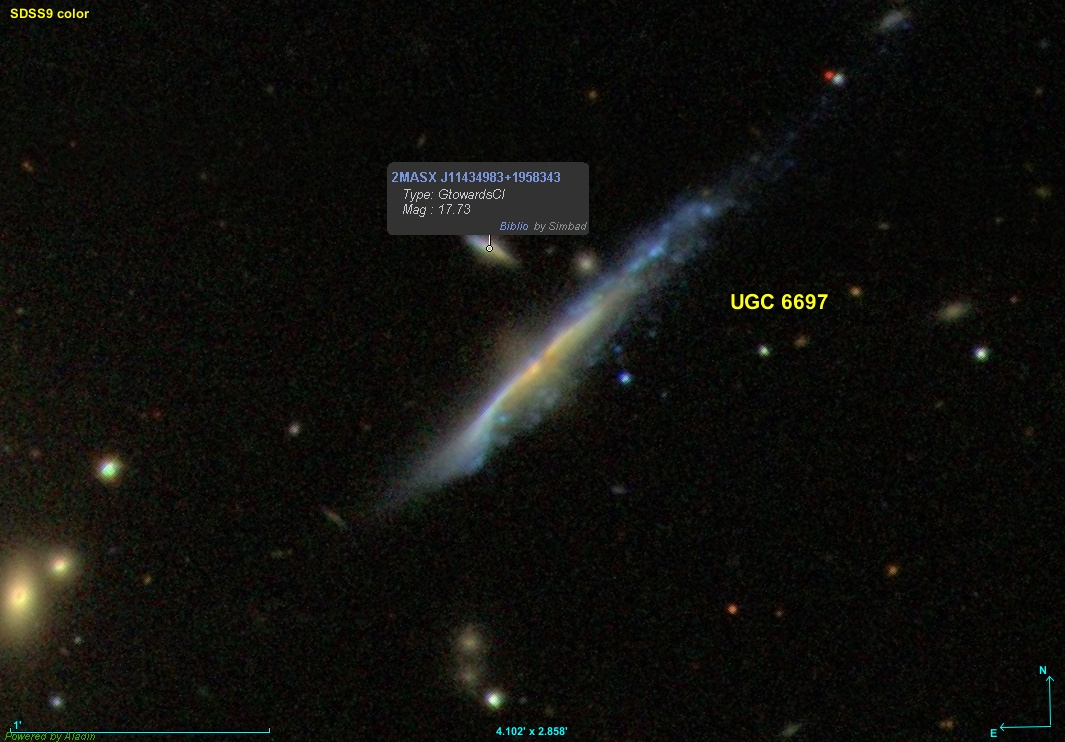
La galaxie naine au nord de UGC 6697 fait partie du groupe de NGC 3842.

Comme plusieurs des galaxies voisines, IC 2968  et les galaxies du groupe de NGC 3842 font partie de l'amas de galaxies du Lion (Abell 1367).
Note : la galaxie NGC 3860 dans la liste de Mahtessian ne fait pas vraiment partie du groupe de NGC 3842. Elle fait plutôt partie du groupe de NGC 3861. Voir la page de NGC 3860 pour plus des informations plus détaillées.